# South Cove
South Cove is een civil parish in het bestuurlijke gebied East Suffolk, in het Engelse graafschap Suffolk. In 2001 telde het dorp 22 inwoners, in 1872 waren dat er nog 187.